# Nukutepipi
Nukutepipi o Nuku-te-pipi es un atolón situado en el Archipiélago Tuamotu en Polinesia Francesa en el grupo de las Islas del Duque de Gloucester.

## Geografía

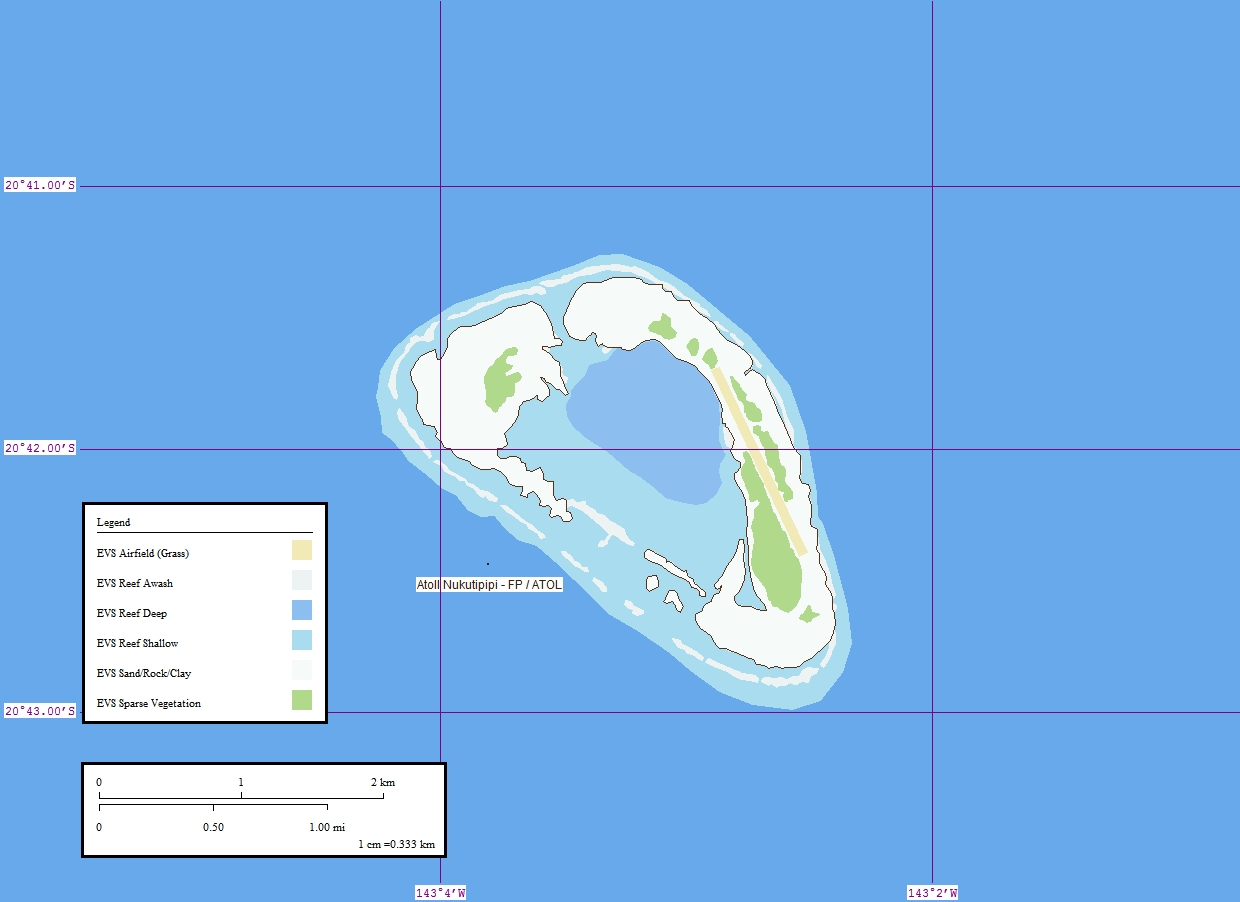
Mapa topográfico del atolón.

Nukutepipi está ubicado a 22 kilómetros al este de Anuanurunga, el  atolón más cercano, y está administrativamente vinculado al municipio de Hao, ubicado a 350 kilómetros al noreste. El atolón está localizado a 700 kilómetros al este de Tahití y forma parte de un grupo de tres islas aisladas en Polinesia. Nukutepipi es un pequeño atolón oval de 2,7 km de longitud máxima por 2,3 km² de tierras emergidas. Está compuesto de principalmente dos motus diferentes conectados por una barrera de coral ciñendo el conjunto del atolón. Su laguna tiene una superficie de 1,3 km² y no posee acceso al océano, aunque sin embargo sus aguas sí se comunican.
Desde un punto de vista geológica, el atolón es una capa coralina sobre la cumbre del monte volcánico submarino homónimo formado hace aproximadamente 40 millones de años.
El atolón, que es una propiedad privada, está habitado por aproximadamente cinco personas pero este número es altamente variable.

## Historia

### Descubrimiento por los europeos
La primera referencia a este atolón fue hecha por el navegador británico Philip Carteret el 12 de julio de 1767 que lo denomina  "the southernmost island". (la isla más al Sur) El atolón fue abordado por el navegante británico George Vancouver el 25 de diciembre de 1791 quien le da el nombre de "Isla Carteret" en homenaje a su compatriota. El  6 de marzo de 1802, John Turnbull la pasa a denominar "Isla Margaret" según el nombre de su buque. El atolón fue visitado por la expedición Wilkes el 6 de enero de 1841. Fue Charles Wilkes quien citó el nombre local de Nukutipipi dado por los indígenas que en él vivían de modo no permanente.
Hacia 1850, el atolón se convierte en un territorio francés habitado de manera temporal por las poblaciones polinesias.

### Periodo contemporáneo
En 1920, el atolón fue concedido a una sociedad de explotación de cocoteros que cubren hasta el 80 % de la superficie emergida. En 1980-1981, Jean-Alain Madec, quien fue el dueño del atolón de 1980 a 1991, construyó un pequeño aeródromo sobre la isla con el fin de facilitar su acceso y de hacer llegar el material necesario para su proyecto de desarrollo de una pequeña comunidad. Construye, además de la pista larga de 1 000 m, los primeros bungalows y acondiciona totalmente el atolón durante diez años trazando carreteras e instalando las diversas instalaciones. En 1983, el atolón fue destrozado por dos ciclones sucesivos, Oroma (en febrero) y V'ena (en abril), que destruyen la mayor parte de la plantación de cocoteros.
El 13 de enero de 2007, el Consejo de ministros de Polinesia Francesa acuerda dedicar un presupuesto de 900 millones de francos CFP (unos 7,5 millones de euros) de inversión en un proyecto turístico en Nukutepipi que pretende crear un centro de reposo de 60 hectáreas que puede acoger de 25 a 40 personas. La totalidad del atolón había sido antes adquirida por Guy Laliberté, fundador del Circo del sol, por 600 millones de CFP a una compañía japonesa, dueña del suelo desde 1991. Desarrolla un proyecto inmobiliario privado de envergadura con fines residenciales personal, autónoma y autosuficiente que implica cuestiones medioambientales y suscita críticas en Quebec.

## Fauna y flora
Desde el aprovechamiento de los cocoteros a partir de 1920, sola una ínfima parte del "bosque primitivo" se preserva, esencialmente en la parte oriental del atolón. Según el estudio llevado por Thibault y al. en 1993, está constituido principalmente por:
- Pisonia grandis
- Pandanus tectorius
- Guettarda speciosa
- Cocos nucifera

Tras los ciclones de 1983, 13 000 coteros fueron replantados y se han introducido Casuarina equisetifolia.
Desde el punto de vista de la fauna el mismo estudio puso de manifiesto la presencia de la rata polinesia pero también de las especies de pájaros siguientes :
- Petrel de una especie indeterminada, gris y cuyo canto se compara con una Petrel de Murphy (Pterodroma ultima).
- Faetón colirrojo  (Phaeton rubricauda)
- Piqueros patirojos (Sula sula)
- Fragata del Pacífico (Fregata minor)
- Fragata ariel (Fregata ariel)
- Garceta de arrecife (Egretta juró)
- Zarapito del pacífico (Numenius tahitiensis)
- Playero de Alaska (Heteroscelus incanus)
- Charrán de especie indeterminada
- Charrán blanco (Gygis alba)
- Tiñosa picofina (Anous stolidus)
- Tiñosa negra (Anous tenuirostris)
- Koel colilargo (Urodynamis taitensis)

La fauna de Nukutepipi es similar a aquella de los atolones vecinos que constituyen las Islas del Duque de Gloucester, pero está menos diversificada que en las islas de las Tuamotus en general.